# España en los Juegos Olímpicos de Lake Placid 1980
España estuvo representada en los Juegos Olímpicos de Lake Placid 1980 por una delegación de 9 deportistas (5 hombres y 4 mujeres) que participaron en tres deportes: esquí alpino, esquí de fondo y patinaje artístico). El portador de la bandera en la ceremonia de apertura el esquiador Francisco Fernández Ochoa, ganador de la medalla de oro en la prueba de eslalon en los Juegos Olímpicos de Sapporo 1972.
Responsable del equipo olímpico fue el Comité Olímpico Español (COE). El equipo nacional no obtuvo ninguna medalla.